# OhmyNews
OhmyNews (kor. 오마이뉴스) – południowokoreański dziennik internetowy założony przez Oh Yeon Ho 22 lutego 2000 r. Motto dziennika brzmi: „Każdy obywatel jest reporterem”.
Serwis OhmyNews uważany jest za pioniera internetowego dziennikarstwa obywatelskiego. Był pierwszym, który przyjmował artykuły od swoich czytelników, wprowadzając zasadę open source do internetowego dziennikarstwa.
Obecnie około 20 % tekstów zamieszczanych przez dziennik wychodzi spod ręki 55-osobowej redakcji. Większość piszą sami czytelnicy, nazywani przez obywatelskimi dziennikarzami (ang. citizen reporters). Chociaż w początkach działania serwisu było ich zaledwie kilkuset, OhmyNews podaje, że jest ich obecnie 41 tys. Za najlepsze teksty autorzy otrzymują wynagrodzenie w wysokości ok. 50 USD.
W grudniu 2002 r. serwis wpłynął na wynik wyborów prezydenckich w Korei Płd. przyczyniając się do zwycięstwa Roh Moo-hyuna. Polityk odwdzięczył się udzialając serwisowi pierwszego wywiadu po elekcji.
OhmyNews ma również wersję w języku angielskim, którą współtworzą obywatelscy reporterzy z całego świata. Pod koniec sierpnia 2006 r. otwarto japońską wersję OhmyNews.